# Alija Krnić
Alija Krnić (in serbo Алија Крнић?; Podgorica, 2 gennaio 1998) è un calciatore montenegrino, attaccante del Jezero.

## Carriera
Ha giocato nella massima serie dei campionati montenegrino e serbo.